# فدرا

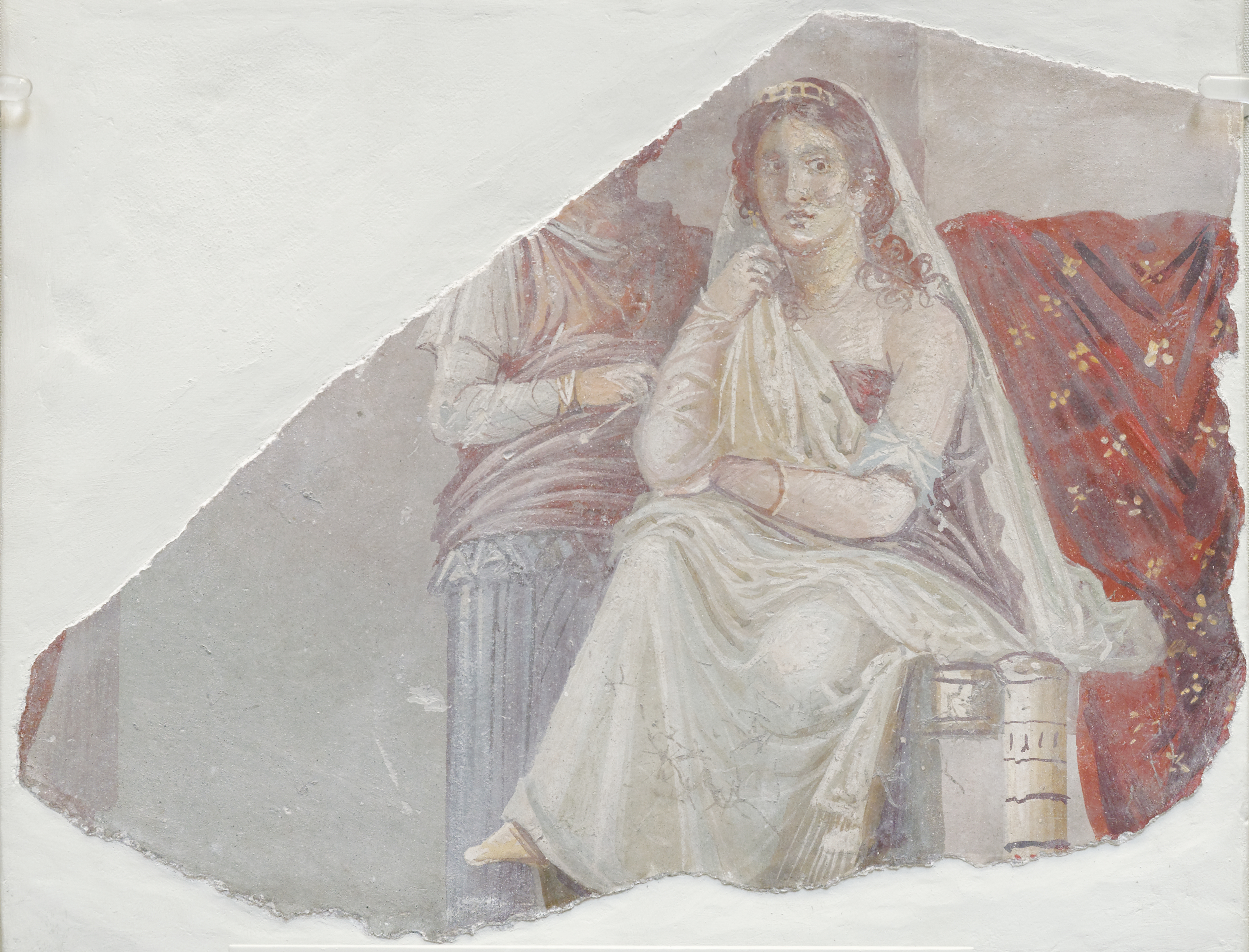
فدرا با یک خدمتکار، احتمالاً پرستارش.

فدرا (به یونانی: Φαίδρα)، در اساطیر یونان دختر مینوس و پاسیفائه است.
پس از مرگ مینوس، پسرش دئوکالیون، خواهرش فدرا را به همسری تسئوس درآورد تا اتحادشان را محکم کند. تسئوس درگذشته با خواهر فدرا، آدریانه ازدواج کرده اما او را رها کرده بود.
فدرا عاشق هیپولوتوس، پسر تسئوس شد. اما هیپولوتوس عشق او را نپذیرفت. پس فدرا او را متهم کرد که قصد تجاوز داشته، سپس خود را به دار آویخت. هیپولوتوس نیز از نفرین پدر درگذشت.